# Església de Sant Joan Baptista de Benafigos
Sant Joan Baptista és una església parroquial a Benafigos, a la comarca de l'Alt Maestrat. Aquest temple catòlic està catalogat com a bé de rellevància local, segons la Disposició Addicional Cinquena de la Llei 5/2007, de 9 de febrer, de la Generalitat, de modificació de la Llei 4/1998, d'11 de juny, del Patrimoni Cultural Valencià (DOCV Núm. 5.449 / 13/02/2007), tal com mostren les dades de la Direcció General de Patrimoni Artístic de la Generalitat Valenciana.
Es tracta d'un edifici construït en estil gòtic, iniciat al segle xiii, i considerat pels experts com un dels edificis religiosos d'aquest estil més antics de la província de Castelló.
Va ser remodelada durant el segle xviii. L'any 2003 es va procedir a la restauració de la seua part frontal, datada del segle xvii.
Externament té aspecte de fortalesa, possiblement a causa que es va construir utilitzant part dels llenços de la muralla que envoltava el nucli poblacional medieval.
Respecte al seu interior, cal destacar la presència d'arcs d'ogiva molt ben conservats. La Capella de la Verge de la Ortisella, es va construir al segle xx.
Posseeix un museu parroquial en el qual es conserven objectes de gran valor artístic com el retaule de Sant Joan Baptista, en el qual destaquen les taules centrals en les quals es representa el Baptisme del Senyor, Sant Joan Baptista i Sant Onofre. També poden destacar-se les taules de la flagel·lació de la mare de Déu, datades al segle xv.